# Lathys lutulenta
Lathys lutulenta är en spindelart som beskrevs av Simon 1914. Lathys lutulenta ingår i släktet Lathys och familjen kardarspindlar.
Artens utbredningsområde är Frankrike. Inga underarter finns listade i Catalogue of Life.